# هرکول در جهان خالی از سکنه
هرکول در جهان خالی از سکنه (ایتالیایی: Ercole al centro della Terra) یک فیلم شمشیر و صندل ایتالیایی محصول سال ۱۹۶۱ به کارگردانی ماریو باوا است. بدنساز بریتانیایی رج پارک نقش هرکول را بازی می‌کند و بازیگر انگلیسی کریستوفر لی در نقش لیکو دشمن هرکول ظاهر می‌شود. 